# Вівчарик іранський
Вівча́рик іранський (Phylloscopus neglectus) — вид горобцеподібних птахів родини вівчарикових (Phylloscopidae). Мешкає в Азії.

## Опис

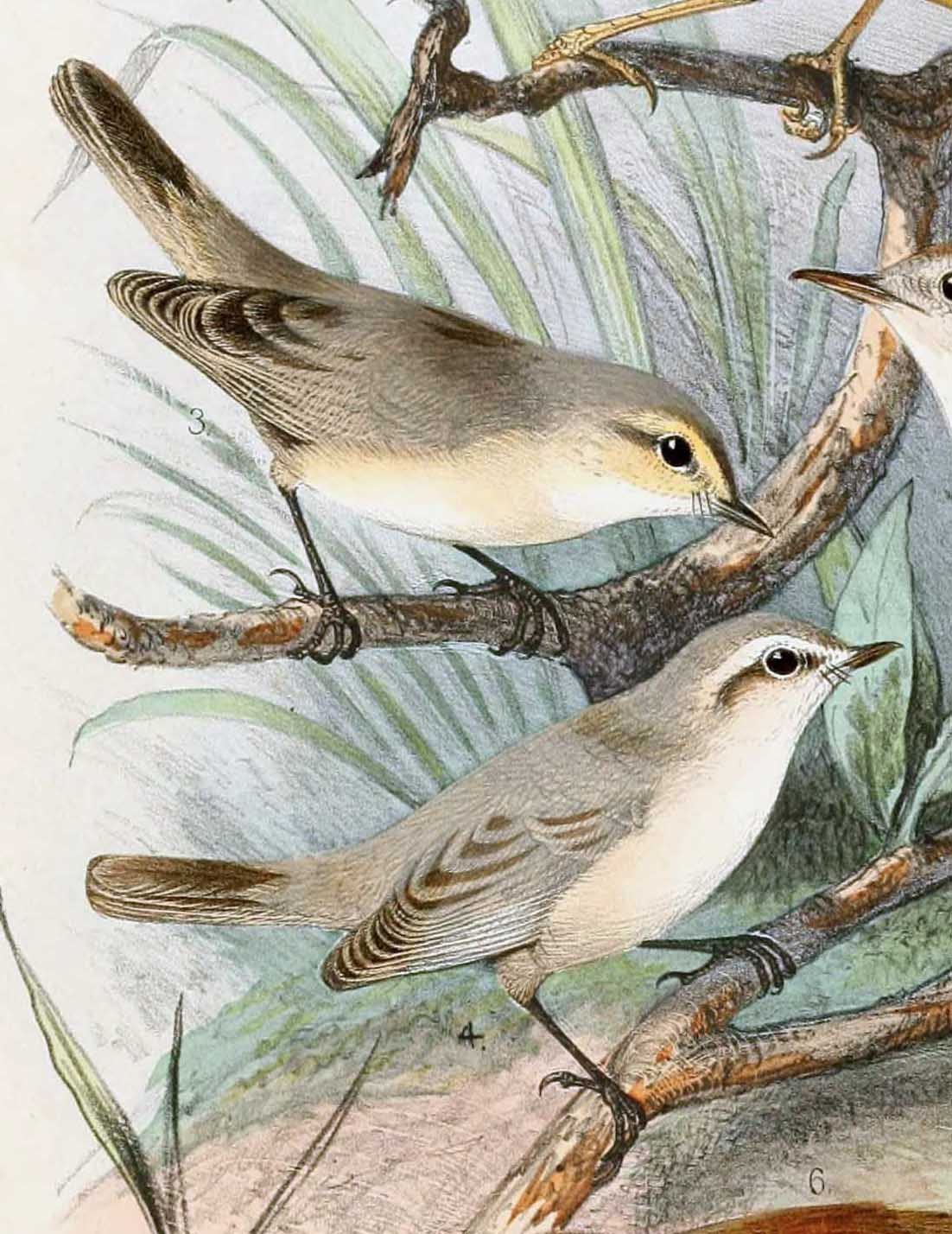
Іранські вівчарики

Іранський вівчарик є найменшим представником свого роду, його довжина становить 9-10 см. Верхня частина тіла блідо-сіро-коричнева. нижня частина тіла кремова, боки і груди з боків мають рудуватий або буруватий відтінок. Через очі ідуть темні смужки, над очми короткі, нечіткі, світло-коричневі або кремові "брови". Скроні охристі або коричневі. Крила і хвіст коричневі, пера на них иають світлі края. Нижні покривні пера крил білуваті з легким кремовим або охристим відтінком. Дзьоб чорний, біля основи світліший. Лапи чорні або чорнувато-коричневі. Очі темно-карі. Виду не притаманний статевий диморфізм.

## Поширення і екологія
Іранські вівчарики мешкають в горах Загрос, Ельбурс, Копетдаг та в інших горах Іранського нагір'я, в Ірані, Пакистані, Афганістані, Туркменістані, Узбекистані, Таджикистані і Туркменістані. Взимку вони мігрують на південь Ірану, в басейн річки Інд та на схід Аравійського півострова. Іранські вівчарики живуть в ялівцевих, фісташкових і дубових лісах та рідколіссях, в садах і чагарникових заростях, на високогірних луках, поблизу річок і струмків, переважно на висоті від до 2400 до 4200 м над рівнем моря. Вони зимують в тамарискових і ялівцевих заростях, акацієвих рідколіссях і садах. Зустрічаються поодинці або парами, восени і взимку також невеликими зграйками. Живляться комахами і личинками. Сезон розмноження триває з квітня по липень. Гніздо кулеподібне, зроблене з трави. моху і пір'я, розміщується в чагарниках на висоті до 1 м над землею. В кладці від 3 до 5 яєць.